# Hayato Ishiguro
Hayato Ishiguro (jap. 石黒隼士 Ishiguro Hayato; ur. 23 sierpnia 1999) – japoński zapaśnik walczący w stylu wolnym. Olimpijczyk z Paryża 2024, gdzie zajął siódme miejsce w kategorii do 86 kg. Trzynasty na mistrzostwach świata w 2023 roku. 
Brązowy medalista mistrzostw Azji w 2023; piąty w 2021. Mistrz świata juniorów w 2018 i trzeci w zawodach U-23 w 2019 roku.